# 전국자연보호중앙회
전국자연보호중앙회는 실천운동을 통한 자연사랑, 환경보호와 범국민적 홍보 및 지도자양성을 통한 사회 일반의 이익에 기여하기 위하여, 
비영리법인등록에 관한 법률규정에 따라 1986년 환경부 제29호로 등록된 사회 단체로 30만명의 회원과 전국 9개단 12분과위원회,
전국 250개 지부를 구성하였다. 서울특별시 마포구 성미산로 98 3층에 위치하고 있다.

## 연혁

### 1975~1980년
- 한국산악 잠수협회, 민주화운동, 국토순례 백두대간

### 1985년
- 수륙국토순례

### 1988년
- 1월 20일 국토 종단 완료
- 3월 20일 북한산 자연보호
- 6월 12일 양평 수중자연보호 생태계 조사
- 6월 18일 포항 수중자연보호 및 불가사리 채취
- 7월 17일 대천 수중자연보호, MBC 방영
- 9월 17일 올림픽 성공기원 및 환경오염 실태조사
- 11월 3일 한강 오염 실태조사행주대교, 미사리카지
- 12월 27일 지도자대회 1차 남산 외교구락부

### 1989년
- 2월 9일 속초 자연보호 및 개해제 주최 MBC방영
- 2월 17일 한강 수중자연보호 및 개강제
- 3월 1일 마니산 자연보호
- 8월 6일 속초 아야진 수중 자연보호
- 9월 9일 전국 자연보호  봉사단 중앙회 현판식
- 10월 1일 팔당 상수원 수중 자연보호
- 10월 3일 강화도 마니산 자연보호
- 10월 16일 북한산 자연보호
- 11월 25일 한강 자연보호
- 11월 29일 2차 지도자 대회

### 1990년
- 1월 3일 청소년 위원회 결성, 강화 마니산
- 1월 19일 한강 상류지 수중정화 및 개강제
- 2월 15일 총회 및 법인 이사 선정
- 3월 1일 환경처 사회단체 등록 신청
- 3월 3일 북한산,관악산 자연정화 오염실태 조사
- 3월 10일 마니산 산불조심 리본 달아주기
- 4월 15일 자연사랑, 나라사랑, 종로 가두 캠페인
- 4월 20일 세미나 국제빌딩
- 4월 22일 지구의 날 한강 고수부지
- 4월 29일 관악산 자연보호 조경식 장관 참석
- 5월 8일 환경처 사회단체 등록 완료
- 5월 9일 도봉산 자연보호
- 6월 5일 환경의 날 1사 1산 운동 제일제당 15일간 주관단체
- 7월 12일 삼성생명, 북한산 자연보호 주관단체
- 7월 13일 삼성생명, 북한산 자연보호 주관단체
- 7월 14일 삼성전자, 남한산성 1사 1산 운동 10일간 주관단체
- 8월 15일 두타산 용추폭포 자연보호
- 8월 25일 북한산 대남문 정화운동
- 9월 8일 관악산 연주대 암벽오물수거
- 10월 28일 관악산 자연보호(환경처 주최)
- 10월 11일 새질서 새생활 실천운동 현수막(69개), 서울 전지역 리본 스티커 껌떼기 캠페인
- 11월 18일 강화 마니산 자연보호
- 11월 24일 관악산 자연보호
- 12월 1일 여의도, 체육공원, 밤섬 자연보호
- 12월 8일 맑은 강, 우리마음 한강고수부지 내무부 공동
- 12월 19일 전국 자연보호 봉사단 중앙회 지도자대회 3차

### 1991년
- 2월 16일 태백산 자연환경 오염실태조사
- 3월 1일 강화 마니산 자연보호
- 3월 23일 북한산 산불감시 및 오염실태
- 3월 31일 (9일간) 산불감시 오염실태조사
- 4월 5일 북한산 자연보호 및 나무심기
- 4월 22일 지구의 날 행사 여의도 수중 자연보호
- 4월 26일 양수리 상수원 수중자연보호
- 4월 27일 팔당 상수원 수중자연보호
- 5월 25일 용산지부 발대식
- 6월 9일 세계환경의날 행사주관
- 7월 28일 남해 자연환경 오염실태조사 및 지부결성
- 9월 8일 도봉산 자연보호 삼성반도체 공동
- 9월 15일 지리산 오염실태조사(20일간)
- 11월 17일 중앙회 및 산악단 : 북한산 자연보호
- 12월 30일 중앙회 S.M.S.특수 구조대 동계 훈련

### 1992년
- 1월 16일 전국지부 대원
- 3월 29일 보현동 자연보호 중앙회
- 4월 5일 창신동 자주동천 식목행사
- 5월 9일 1사 1사단 가꾸기 운동 삼성그룹주관
- 5월 16일 충북 관말저수지 자연보호 세계연예신문공동
- 6월 5일 환경부부 제1호 파고다 공원
- 6월 30일 울릉도 S.M.S.특수구조대 잠수교육 및 하계캠프
- 10월 3일 북한산 자연보호 산악단, 중앙회
- 10월 29일 환경 공무원 제1기 환경지도자교육
- 12월 19일 전국 지도자 대회 5차

### 1993년
- 1월 29일 대의원 총회 무궁화 회관
- 2월 7일 산악단 발대식 속리산
- 2월 28일 경기북부 환경감시단 발대식
- 3월 10일 마포지부 발대식
- 3월 16일 정기 이사회
- 4월 7일 6사단, 8사단 방문 감사패 증정
- 4월 11일 평창동 일선사 자연보호 용산지부 공동
- 4월 22일 지구의 날 환경감시 비행선 시험비행 및 특수구조대창단, KBS, MBC방영
- 5월 16일 경기지부 합동 자연보호
- 5월 29일 1사 1산 가꾸기 운동 야생동물발생(삼성그룹) 공동
- 6월 5일 제2호 환경부부 탄생 탑골공원
- 6월 11일 환경정보 심포지움
- 6월 13일 평택, 안중지부 발대식
- 7월 7일 환경처장관 회의 참석
- 7월 19일 울릉도 하계수련(15일간)
- 8월 15일 민간단체 환경제 대전 엑스포 참관

### 1994년
- 1월 1일~04일 지리산 청왕봉 자연보호 및 구조활동, S.M.S. 특수구조대 대원참가
- 1월 12일~14일 낙동강 오염수질 탐사(달성군 논공면 일대), 정수창, 하수종말 처리장
- 1월 16일 북한산 자연보호 산악단
- 1월 23일 축영산 산악제 및 자연보호
- 2월 6일 사이판 지부 교육순시 5인 참가
- 3월 2일 연천지부 발대식 및 한탄강 자연보호
- 3월 5일 충남 예산지부 발대식 및 자연보호
- 3월 17일 일본 자연보호 실태시찰 5박 6일 2인
- 3월 24일 유명준 총재 자연환경 명예지도관 임명
- 3월 27일 구리시 산악단 발대식
- 3월 30일 전 소련 수상 한국방문기념강연 하얏트호텔 5명 참가
- 4월 1일 대구, 창원, 진주, 부산, 구미, 제주 교육순시
- 4월 22일 사단법인 발기대회 경복궁
- 4월 24일 수중자연보호 잠수단 동해지부 점촌 지부 중앙회 잠수단 근덕
- 4월 27일 환경처장관 간담회 5개 단체장
- 5월 1일 북한산 자연정화 종로지부, 용산지부 중앙회 산악단
- 5월 7일 경복궁 환경정화 풀매기
- 5월 20일 북한산 자연보호
- 5월 27일 세종문화회관 국제라이온스 환경대상 수상
- 5월 28일 남한산성 환경보호 캠페인
- 6월 5일 세계 환경의 날 행사
- 6월 6일 지리산 생태계 조사 함양지부 칠선계곡
- 6월 18일 강릉지부 동해지부 자연보호 행사
- 6월 21일 평택, 오산지부, 대전지부, 자연보호 행사
- 6월 22일 청양지부 자연보호 행사
- 6월 26일 남양주지부, 산청지부, 마창지부, 인천지부, 강화지부 등 지역별 자연보호행사
- 7월 7일 전국 지부장 및 지도자 교육, 세종문화회관
- 7월 13일~17일 남해홍도 탐사 8명 참석
- 7월 20일 지부순회 및 하계 자연환경학교 개설(8월 15일까지)
- 8월 17일 대구지부 발대식 및 자연보호
- 9월 4일 동두천지부, 연천지부 행사
- 9월 22일 설악산 오염실태조사
- 9월 25일 고양지부, 부천지부 발대식
- 10월 2일 강화 마니산 정화운동
- 10월 5일 대구, 경주시지부 창설
- 10월 8일 대구 남구 현판식
- 10월 14일 대전지부 현판식 계룡산 정화운동
- 10월 21일 성수대교 S.M.S.구조대 대원구조활동
- 11월 11일 전국지도자 대회 63빌딩
- 11월 24일 북한산 국립공원 관리공단 합동조사
- 12월 1일 대구 영천 팔공산 간부 수련대회
- 12월 4일 속리산 자연보호
- 12월 24일 유엔 환경상 사사까와상  한국대표 선정 총재 유명준
- 12월 29일 전국지도자 대회 7차 내설악

### 1995년
- 1월 10일 환경부 장관(김중위) 신년초대 모임, 총재외 5명
- 1월 15일 충녕산(경기도) 시산제 및 자연보호중앙회 임원 및 산악단
- 1월 25일 환경단체 단체장 회의(세종문화회관)
- 2월 15일 대구 달서지부 발대식
- 2월 19일 백운산 자연보호 경기북부 지부회원 및 중앙회
- 2월 22일 서울 난지도 사업소 견학 중앙회 임원
- 2월 28일 충남 청양지부 발대식
- 3월 1일 경복궁 조선총독부 철거 현판식, 문화재 분과위원회
- 3월 6일 환경관리청 명예환경감시원, 소모임 대표회의
- 3월 11일 제1차 조사, 95 한강대탐사 및 오염실태조사 29일간
- 4월 10일 95 한강대탐사 완료 참석인원
- 4월 11일 매연추방 대토론회 장소 여성회관
- 4월 18일~28일 1사 1산 가꾸기 운동 현지답사
- 5월 7일 포천 금수산 청학동 환경 오염실태 조사, 중앙회, 남양주, 경기북부
- 5월 10일 S.M.S.특수구조대 총회 위원장 선출
- 5월 13일 중앙간부회의 이사회
- 5월 15일 광주광역시 지부 현판식
- 5월 23일 사이판, 괌 지부 행사참석
- 5월 25일 용인지부 발대식
- 5월 30일 일산 홀트아동복지회관 재활용품 사진 전시회, 복지기금 300만원 기증
- 6월 1일 강서지부 발대식
- 6월 3일 여의도 세계환경의날 기념행사
- 6월 5일 서울시 전국자연보호중앙회 서울시장 표창
- 6월 10일 제23회 세계환경의날 기념행사, 탑골공원 환경부부 제5호 탄생, 매연추방결의대회
- 6월 13일 교통방송 환경캠페인 방송 7일간 출연(유명준 총재)
- 6월 15일 논산지부 현판식
- 6월 24일 남양주시 자연환경 캠페인 참석
- 6월 27일 북한산 자연보호 수리봉 중앙간부
- 6월 29일 삼풍구조활동 11일간 서초지부 2명, S.M.S. 구조대
- 7월 1일 제주지부 방문
- 7월 4일 인천시 시민환경감시단 발대식
- 7월 8일 북한산 S.M.S.구조 훈련 보현봉 101구조대, 102구조대
- 7월 25일 여름 환경학교 개설, 8월 20일까지 제주, 강릉, 망상 전국지부 회원
- 7월 28일~30일 지리산 천왕봉 자연보호
- 8월 5일 태백산, 두타산, 청옥산 S.M.S.본부 임원 훈련
- 8월 23일 한국종합전시장 95환경전시전 중앙간부 참석
- 9월 2일 강화도 혈구산 강화지부 중앙간부 자연보호 캠페인
- 9월 17일 경복궁 경회루 대청소, MBC 아침만들기
- 9월 23일 도봉산 자연보호 산악단
- 10월 10일 무악재 공해단속 서울시 환경과
- 10월 12일 서울시 환경 단체장 회의 5개 단체장
- 10월 15일 순천시지부 발대식 순천 실내체육관
- 10월 20일 논산지부 발대식
- 10월 25일 1사 1산 가꾸기 운동, 삼성생명
- 10월 26일~27일 삼성금융그룹 임직원 대상 강연회
- 10월 28일 대구 달성군 지부 발대식
- 11월 10일 진주지부 방문 지리산 산청지부방문 총재 및 간부
- 11월 17일 서울시 환경포럼 참석
- 11월 22일 세종문화회관 녹색 서울시위원 위촉, 총재 유명준
- 11월 24일 중국 대련지역 방문(12월 3일까지)
- 12월 26일 제8차 전국지도자대회

### 1996년
- 1월 5일 세종문화회관 신년인사 녹색위원회 서울시장 조순 참석
- 1월 27일 녹산지부 방문 동백나무 800보호수 지정 우이동, KBS, MBC 아침을 달린다 취재
- 2월 4일 인명구조 시범 산제
- 2월 6일 잠실실내체육관 행사, 대통령 참석
- 2월 18일 강원도 치악산 지부 방문
- 2월 22일 서울시 녹색위원 회의 서울시청 환경일
- 2월 24일 청소년 탐사단 울릉도 탐사 출발
- 2월 25일 평택호 아산만 살리기 운동본부 발대식
- 3월 10일 합천지부 현판식 지부장 이경래
- 3월 19일 세종문화회관 소회의실, 서울시 환경헌장 제정위원 선정 위촉장
- 3월 22일 물의 날 행사
- 3월 23일 익산, 전주, 군산, 남원지부 방문
- 3월 28일 환경부장관 정종택 오찬 참석(중앙간부)
- 4월 1일 수원, 오산, 평택, 여주, 이천, 청양, 예산지부 순회(5일간)
- 4월 11일 장군봉 자연보호 중앙간부 및 산악단
- 4월 12일 수중구조대 발대식
- 4월 19일 대구, 경주, 영천, 포항, 부산 지부 순회
- 4월 21일 동해지부 방문
- 4월 22일 국토신문 등록증 수령
- 5월 6일 환경헌장 제정위원회 제1차 제정회의
- 5월 14일 세종문화회관 소회의실 환경헌장 제정위원 제2차 회의
- 5월 15일~23일 북한산 오염실태조사
- 6월 20일~27일 제주도, 마라도, 지리산, 덕유산 오염실태조사
- 7월 7일 세종문화회관 산림청 산림지도위원 발대식
- 7월 20일 8월 10일 백두산 등정 청소년 탐사단 및 중앙간부
- 9월 17일 경기서부 국토신문사 발대식
- 10월 10일 음악회, 대통령 다과회 참석, 총재 유명준
- 10월 12일 국토신문 창간 기념식, 세종문화회관
- 10월 20일 북한산, 극락원 용금정 대청소
- 10월 28일 전국자연보호 중앙회 총회
- 10월 31일 산림청 산림보호 지도요원 지상 지화대 발대식, 장소 : 관악산
- 11월 2일 북한산 자연보호 캠페인
- 11월 16일 산림청 임직원과 중앙간부 도봉산 산불방지 캠페인(100명)
- 11월 28일 경북 의성지부 발대식
- 12월 5일 천안 연수지부장
- 12월 6일 한강관리청 소모임
- 12월 11일 경기 보건연구소 강화지부 임직원 회의 참석
- 12월 14일 경기 환경문제연구소 5주년 기념식 참석
- 12월 17일 전국 지도자 대회 제9차 대회

### 1997년
- 1월 1일 제야의 종 타종, 환경단체 대표로 총재 유명준 등
- 1월 2일 산악훈련 중앙간부 및 지부장, 장소 태백산 청옥단 1월 5일까지
- 1월 12일 광릉 수목원 방문 및 견학(총재 및 간부)
- 1월 14일 서울시 신년 하례식 녹색위원 참석
- 2월 5일 핵 반대 현수막 전국지부 설치
- 2월 12일 명예환경감시원 모임
- 2월 25일 서울의제 21 위촉
- 3월 8일 전북 해양감시단 구조훈련 잠수부 참가
- 3월 22일 물의 날 행사 군산, 익산, 부안, 전주지부, 중앙회 환경감시선 진수식
- 4월 2일 국토신문 기획사무실 청진동 개설
- 4월 8일 중앙회 꽃의 날 지정 꽃의날 행사(지정꽃 : 민들레)
- 4월 10일 여의도 광장 공원 시공식 참석, 총재 유명준, 마포지부장 등
- 4월 16일 대구 광역시 시지부 발대식
- 4월 19일 논산지부 탑정저수지 환경감시선 진수식
- 4월 20일 경북지부 결의대회
- 4월 28일 녹색시민위원회 총회
- 5월 1일 서울시립대학교 이경재 교수팀과 경실련 중앙회와 공동으로 남산 생태계 조사
- 5월 8일 합창단 설립
- 5월 17일 북한산 무당골 정화운동
- 5월 18일 제주지부, 서귀포 지부 연수원 개원
- 6월 5일 세계환경의 날 기념식 올림픽 체조 경기장
- 6월 20일 꽃의 날 기념, 야생 들국화 3만본 서울시 기증
- 6월 21일 “97환경보전콘서트”, 자연보호중앙회 주최, 강원지부 주관
- 8월 1일 하계 환경교실
- 8월 24일 무주 구천동 중앙회 대구시 익산지부 공동
- 9월 27일 안중지부 발대식
- 10월 29일 국토대청결운동 백운봉 암벽 오물수거, MBC방영
- 11월 10일 환경부 제10호, 장소 : 서교호텔
- 12월 27일 전국지도자 10차 대회

### 1998년
- 1월 10일 총회
- 2월 17일 녹색위원 제2기 위촉
- 3월 1일 강화 마니산 자연정화운동 중앙회 인천지부, 강화지부 공동
- 4월 22일 지구의날 행사 북한산
- 5월 6일 한강관리위원 위촉
- 6월 5일 세계환경의날 기념식
- 7월 20일 제주도 하계 해양캠프
- 9월 9일 전국지부장 환경교육
- 10월 25일 중앙회 산림지도위원, 환경교육 및 정화운동 11월 2일까지
- 12월 30일 전국 지도자 대회

### 1999년
- 1월 3일~17일 산악구조대 S.M.S.동계훈련 지리산
- 3월 8일~13일 교통방송 환경칼럼
- 3월 24일 환경부 중앙홍보위원 위촉 (생명의 나무 1000만 그루 심기)
- 4월 13일 에베레스트 출정식
- 4월 15일 에베레스트 등정
- 5월 24일 귀국
- 7월 29일~8월 20일 거문도 해양캠프
- 9월 10일 사무실 확장식 및 창립 13주년 기념식
- 9월 21일~10월 31일 99하남국제환경박람회 NGO관 홍보관 전시회

### 2000년
- 4월 6일 새만금 간척사업 반대를 위한 캠페인, 녹색연합과 연대
- 4월 23일 지구의 날 행사 세종문화회관 앞, 녹색연합과 연대
- 4월 25일 한나라당 중앙위원회 회의 참석, 권형기 정책실장
- 4월 29일 환경부 비영리민간단체 등록
- 5월 23일 세계환경의 날 기념 ‘2000생활환경박람회, 환경전시회 개최
- 6월 13일 환경부 비영리 단체 29호 등록
- 6월 15일~20일 환경오염 실태조사
- 7월 15일 창립 15주년 기념 및 지도자 교육 (국무총리, 서울시, 환경부)
- 7월 20일 하계캠프(동해 근덕)
- 8월 10일 백두대간 20일간
- 9월 5일 사무실 이전
- 10월 25일 전국 지부순회 환경교육 8개 지역(경기북부, 서부, 충남, 전남, 강원, 대구, 부산, 서울)
- 11월 3일 강화도 혈구산, 마니산 자연보호 캠페인
- 11월 26일 중간간부 및 대의원 총회 150명 광화문 회관
- 12월 20일 지도자 송년회

### 2001년
- 1월 7일~12일 오대산 S.M.S.산악구조대 동계훈련
- 2월 11일 산악감시단 발대식
- 3월 7일 예산군지부 지부장 이 취임식
- 3월 25일 도봉산 원도봉 자연보호
- 4월 3일 10만 그루(회화나무) 나무심기 발대식 및 식목행사 장소 :  보신각
- 5월 13일 북한산 우이동 자연보호 캠페인
- 5월 16일 국민 환경보전 공동주관 합의서 3공수여단과 중앙회 결성
- 6월 4일 공직자 환경공로 시상식(세종홀) 환경단체 37개, 단체대표 및 환경학 교수
- 06월        매주 토요일 1사 1산 가꾸기 운동 두산그룹
- 7월 27일~8월 8일 하계수련대회
- 9월 5일~11일 강화도 마니산 자연보호 및 오염실태조사
- 12월 27일 최고 지도자 대회

### 2002년
- 2월 10일 개해제(동해 송지호)
- 3월 1일 강화도 혈구산 오염실태조사
- 4월 8일 식목행사 월드컵 성공기원 기념식수(남산)  회화나무 30년생 식수(서울시 정무부시장 참석)
- 5월 25일 북한산성 자연보호, 국립공원 관리공단  (서울시 정무부시장, 서울시 산악연맹 회장 강태선)
- 6월 5일 세계환경의 날 세종문화회관 대강당
- 6월 7일 월드컵 성공기원 기념등반(인수봉)
- 6월 30일 수원시지부 현판식
- 7월 11일~15일 지리산 수편대회
- 8월 5일~25일 하계캠프(망상해수욕장)
- 9월 2일 설악산 태백산 등정
- 9월 28일~10월 8일 평양방문 개천절 남북공동행사 준비위원장 (구월산, 묘향산)
- 12월 19일 전국지도자대회(크라운호텔)
- 12월 30일 경기도 화성시지부 현판식

### 2003년
- 1월 6일 경기북부 운악산 등정(중앙간부)
- 1월 20일 강원도 개해제(잠수단 동해지부)
- 2월 19일 의왕시지부 방문
- 2월 26일 양양군지부 발대식
- 2월 29일 강화도지부 방문
- 3월 3일 천안 국제평화대학원 개원
- 3월 14일 지부순례(구성지부, 영양군지부, 강릉지부, 동해지부, 삼척지부)
- 3월 21일 고려대학교 대학원 입학
- 3월 30일 강릉지부 자연보호 수중행사
- 4월 5일 운악산 자연보호운동(경기본부 주관)
- 4월 23일 지부순례(연천, 김포, 인천, 용인, 수원, 평택, 군산, 전주, 정읍, 영광, 창원, 부산, 진주, 대구)
- 5월 13일 수원시지부 발대식
- 5월 15일 울진군지부 현판식
- 5월 19일 공로패 수여(김용기, 황대영, 곽경찬)
- 5월 21일 안동시지부 발대식
- 5월 24일 인천 종로구지부 방문
- 6월 5일 세계환경의날(코엑스)
- 7월 24일 고려대교육대학원 수료(총재)
- 8월 1일~20일 하계캠프 및 수련대회(청옥산/동해삼척해수욕장)
- 9월 10일 등반대회 및 시,도 지부장회의(청유관)
- 11월 1일~30일 산불방지 캠페인 도봉산, 북한산, 관악산
- 12월 24일 중앙회 송년회

### 2004년
- 1월 3일 중앙회 신년이사회
- 02월      경상도지부결성 및 결산보고회의
- 3월 1일 김구선생기념관(한민족단체운동연합공동)
- 4월 5일 식목행사(주목나무) - 북한산
- 5월 8일 등반대회(북한산)
- 6월 5일 세계환경의 날 행사(코엑스 참석)
- 07월       샛강 살리기(덕청천)
- 08월       하계 캠프(추암 청소년 캠프)
- 09월       한탄강 자연보호운동(경기북부)
- 10월       북한산 자연인 조형물 완성
- 11월       총회(세종홀)
- 12월       지도자 송년회(장소: 이조)

### 2005년
- 1월 1일 해돋이(설악산)
- 2월 4일~11일 덕유산 S.M.S.산악훈련
- 2월 25일 에너지시민연대 회의 참석(사무총장)
- 3월 1일 광복 60년 3.1마라톤(광화문)
- 3월 1일 경남도 본부 발대식
- 3월 13일 한미륵산(중앙회 자문위원)
- 3월 16일 국립공원 묘지반대
- 3월 27일 경기북부 환경감시단 발대식
- 4월 5일 북한산 나무심기(국립공원관리공단 후원)회화나무, 백목련 기념식수
- 4월 6일~09일 10만주 잣나무 북한 금강산 구룡룡 식목행사
- 4월 15일 북한산(인수봉)암벽 등반 (S.M.S.특수구조대 훈련)
- 6월 5일 환경의 날 기념행사(코엑스)주최 환경부 노무현대통령참석
- 7월 8일~15일 경기도 한탄강 정화운동(경기북부지부)공동
- 8월 1일~05일 삼척하계캠프및 국토 청결운동 (환경부 강원청장 참석)
- 09월            북한산(삼각산)등반대회 지부장 및 중앙회 임원
- 10월 3일 개천절행사 광화문 열린광장 (전국지부장 및 임원참석)
- 12월 25일 유명준총재 대종교 대강당에서 강연  (내용-자연은 국경이 없다)

### 2006년
- 1월 7일 - 고대산 자연보호 활동 및 캠페인(중앙회임원/경기북부지회공동)
- 1월 15일 - 북한산성(자연보호활동및 산행)
- 2월 22일 - 월드컵성공기원 미술대회(국회, 강금석화백-본중앙회지도위원)
- 3월 4일 - 중앙간부/성남시지부(아름산악회공동산행)-청계산
- 3월 21일 - 강원도지부 물의날행사(중앙간부참석)-환경부단체상표창수상
- 4월 1일 - 광화문열린광장 알뜰벼룩시장개최
- 4월 5일 - 식목의날 산림청-금강소나무심기운동(포천)
- 4월 12일 - 중앙간부수련대회(강화도마니산)
- 4월 22일 - 경기북부1주년기념행사 및 자연보호활동
- 5월 31일 - 월드컵성공기원대동제개최(광화문열린광장)
- 6월 11일 - 청년분과산행(북한산)-자연보호활동
- 6월 15일 - 남북공동대표행사참가(6.15기념행사)유명준총재
- 6월 16일 - 전통마을의숲보존관리방향회의참가-산림청주최-유명재사무국장
- 6월 24일 - 경기가평지부-수중환경운동개최(자라섬)
- 7월 12일 - 평택시지부행사
- 7월 14일 - 의성군지부 지부장 이취임식 및 자연보호활동-의성군지부
- 7월 31일~8월 5일 - 전국자연보호중앙회여름하계캠프(거제도)
- 8월 19일~20일 - 강원도 수해복구 작업(해군SS대원과함께)
- 8월 24일 - 경기도광주(퇴촌면팔당상수원)수중자연보호활동(경기동부지회)
- 9월 15일 - 화이트피스계간지등록
- 9월 22일 - 푸른하늘의날(환경부행사)-중앙임원참가
- 9월 25일 - 남양주지회(최재현지부장)-현판식
- 10월 1일 - 북한산자연보호활동-중앙회임원 및 서울인근지부50명참가-대종교-점심제공
- 10월 14일 - 화이트피스 편집국회의모임-30명참석(계간지안건)
- 10월 20일 - 허정고문위촉-중앙회사무실
- 10월 26일 - 원주(황진권고문위촉식)-중앙임원참석-황영하이사
- 11월 19일 - 북한산정릉-생태계조사-협조:김승길행정팀장
- 11월 22일~23일 서경옥이사 행사 중앙회임원참가
- 12월 7일 - 청주환경감시단본부-창립대회
- 12월 22일 - 창립20주년기임원모임:이한동, 정대철, 김선적 상임고문및중앙임원100명참석
- 12월 27일 - 야생동물월동먹이주기(경기동부지회)-남한산성행사참가

### 2007년
- 01월12일 - 총재단회의
- 01월29일 - 우수지도자 공로패시상식
- 02월02일 - 에너지시민연대와함께총회
- 02월07일 - 프레스센타 한반도대운하 환경포럼 참가
- 02월09일 - 산림청 민간단체협의회구성 사무국참가
- 03월01일 - 화이트피스청년단(3.1절기념)북한산성주변대청소
- 03월01일 - 화이트피스청년단원 등반대회(3.1절기념)
- 03월02일 - 한강대청소실무협의
- 03월04일 - 한강수예술제 및 자연보호활동(오목교)
- 03월09일 - 방재청행사에 자연보호중앙회참가
- 03월11일 - 북한산(우이분소, 구기분소, 북4한산성분소)산불방지100만명시민서명서명운동전개
- 03월15일 - 북한산산불방지행사(KTV)촬영
- 03월16일 - 한강대청소2차실무협의
- 03월22일 - 식목행사 실무협의
- 03월25일 - 종로구인사동(남인사마당)환경퍼포먼스 및 산불방지서명운동전개
- 04월09일 - 남북공동 평양방문 식목행사 자나무 대박산 단군능
- 05월     - 동부지부 - 환경음악회 장소:팔당습지공원
- 07월     - 하계캠프
- 08월     - 자연을 사랑하는 사람들 편집위원 위촉식
- 09월     - 경기남부지부 발대식

### 2008년
- 01월20일 - 시,도지부장 회의 (장소 : 중앙회)
- 02월19일 - 자연사랑 30년 출판기념식 (장소: 경복궁 민속박물관 강당)
- 02월28일 - 산불조심100만인 서명운동
- 03월01일 - 서해안 태안반도 기름유출 현장사무소 개설 (봉사자3000명, 3개월간)
- 04월05일 - 식목일 행사 (북한산 입구) 국립공원관리공단 공동 주관
- 04월19일 - 포천시지부 발대식 및 한탄강 정화운동 (경기북부환경감시단)
- 05월08일 - 북한나무보내기운동 (잣나무 5만주 기증)
- 06월05일 - 세계환경의 날 기념행사
- 07월15일 - 8월12일까지 하계 캠프 지리산국립공원 야영장, 청소년 캠프
- 09월02일 - 20일까지 전국국토청결운동 전국지부
- 10월03일 - 개천절 행사 (사직공원)
- 10월05일 - 11월10일까지 한라에서 백두까지 준비작업, 중도섬에서 시도지부장 합숙훈련
- 12월13일 - 화이트피스 국제연맹 창단 (장소:국제대회의장)

### 2009년
- 01월 15-18일 시도지부 2009년 공익사업 사업설명회 및 단합대회
- 02월 - 국토 행진 훈련 장비 점검
- 03월01일 - 한반도 국토대행진 출정식
- 04월 - 제주 한라산 등반, 천재, 전국 지부장 참석
- 05월 - 지리산 지부 발대식
- 05월 - 덕유산 지부 결성
- 06월 - 안동지부 발대식
- 06월05일 - 세계환경의 날 기념식 (장소:코엑스)국무총리, 환경부장관 참석
- 07월 - 국토대장정
- 08월1~15일 한반도 기 살리기 국토대장정, 전국지부대원,청년단 등 참석인원 900명
- 09월7~8일 생명의 숲 사진전 (청계광장)
- 10월03일 - 마로니에광장 개천절 천재 (제사장 : 유명준 총재) MBC,KBS 보도
- 10월15일 - 자연방송 등록
- 11월14일 - 함양지부 발대식 (함양시장 천사령, 국립공단감사 고병준 참석)
- 11월22일 - 영산강 살리기 (이명박 대통령 참석, 총재단 참석) 현수막 제작
- 11월23일 - G-20 정상회의 성공개최 국민실천운동 단체선정 10개 단체

### 2010년
- 03월22일 - 세계 물의 날 기념식 (장소:제주특별자치도 상하수도본부 광장))
- 06월04일 - 세계환경의 날 기념식 (장소:광주상공회의소 7층 회의실)

### 2011년
- 03월22일 - 세계 물의 날 기념식 (장소:코엑스 오디토리움)

### 2012년
- 03월21일 - 세계 물의 날 기념식 (장소:서울 탄천물재생센터 마루공원)
- 06월05일 - 세계환경의 날 기념식 (장소:여의도공원 문화의 마당)

### 2013년
- 03월22일 - 세계 물의 날 기념식 (장소:홍릉천변인 남양주 충일하누리아파트 주민공원)

### 2014년
- 03월21일 - 세계 물의 날 기념식 (장소:나주시 영산대교 인근)

### 2015년
- 03월20일 - 세계 물의 날 기념식 (장소:경주화백컨벤션센터)

### 2016년
- 03월22일 - 세계 물의 날 기념식 (장소:부산 벡스코)
- 06월02일 - 세계환경의 날 기념식 (장소:광교호수공원 마당극장)

### 2017년
- 5월 15일 사랑나눔 열린음악회
- 9월 7일 통일맘 평화통일국민예술제
- 9월 28일 천안교도소 교화공연
- 12월 임원송년회

### 2018년
- 3월 22일 세계 물의 날 행사
- 4월 22일 지구의 날 행사
- 6월 10일 경기 광주 동부지회 자연보전 및 경안천살리기 운동
- 7월 28일 제주 함덕해수욕장 자연정화운동
- 8월 10일 인천 펜타포트 락 페스티벌
- 8월~10월 환경감시기자단 및 시민의 상
- 12월 27일 40주년 기념식

### 2019년
- 3월 1일 3.1운동 100주년 기념
- 6월 17일 DMZ 자연사랑평화 생태 사진전
- 6월5일 - 세계환경의 날 기념식 (장소:창원컨벤션센터)
- 11월 30일 40주년 공훈훈장수여식

### 2020년
- 5월 7일 약초연구원 인준
- 5월 28일 자연과 생명 편집위원 위촉식
- 6월 9일 코로나 극복기원 탑 조성
- 7월 성동지부 마스크 기부 행사
- 7월 13일 성동지부 서울숲 자연보호활동
- 7월 31일 제 40회 환경상 시상식
- 8월 5일 강원본부 임원회의
- 8월 14일 강원도 삼척 지부 방문

### 2021년
- 5월 3일 자연환경연구원 위촉식
- 6월 8일 환경의날 행사 공원 정화 행사
- 10월 26일 자연환경연구소 임원인준 및 중앙위원 임명식

### 2022년
- 3월 1일 3·1절 103주년 민족공동행사
- 3월 14일 평택시 지부 인준식
- 5월 2일 우리강산 생태복원협회 회장 임명
- 6월 7일 우리강산 생태복원협회 임원 및 중앙위원 임명
- 7월 26일 강화도 지부 환경정화운동
- 8월 15일 광복절 민족공동행사 축사
- 8월 15일 광복절 기념 축하 공연 한복패션쇼
- 10월 28일 포천 편백나무 & 포천 산삼 방문
- 12월 7일 수원지부 김지환 지부장 임명식
- 12월 8일 평택지부 개소식 및 최민호 지부장 취임식

### 2023년
- 1월 3일 강원본부 밀렵감시단 출범식
- 1월 30일 춘천지부 인준식
- 2월 20일 튀르키예 지진구호활동 유계열 지도위원/중앙위원
- 2월 25일 강화군 지부 방문 산불감시 밀렵감시 교육
- 3월 24일 국토 푸르게 가꾸기 ESG 출범
- 3월 25일 성동구지부 자연은 생명의 어머니 사진전
- 3월 31일 성동구지부 자연정화활동
- 6월 5일 강화군지부 환경정화운동
- 6월 10일 신환경사업단 벽화 자원봉사
- 6월 29일 전국대의원총회 및 40년사 편집위원회 위원 임명식
- 6월 29일 서귀포지부, 부산본부 인준식
- 7월 24일 유명준 총재 및 임원 독도방문
- 9월 1일 심용기 총재비서실장 임명식
- 9월 8일 서포터즈 쓰담제주 1기 (9월 첫째주) 봉사활동
- 9월 15일 서포터즈 쓰담제주 1기 (9월 둘째주) 봉사활동
- 9월 22일 서포터즈 쓰담제주 1기 (9월 셋째주) 봉사활동
- 9월 23일 환경전국자연지키기 강화지부행사
- 10월 13일 서포터즈 쓰담제주 2기 (10월 둘째주) 봉사활동

## 조직
- 총재단
- 이사회
- 운영위원회
- 중앙회관 건립 추진위원회

### 총재단
- 총재
- 부총재
- 명예총재

### 중앙회 사무처
- 기획조정실
- 대외협력실
- 홍보실
- 운영지원실

### SMS 본부
- 잠수단
- 항공단
- 산악단

### 지역본부
- 서울본부
- 경기도 동부
- 경기도 서부
- 경기도 남부
- 경기도 북부
- 강원도 본부
- 충청북도 본부
- 충청남도 본부
- 경상북도 본부
- 경상남도 본부
- 전라북도 본부
- 전라남도 본부
- 제주특별자치도 본부